# SP-197
A SP-197 é uma rodovia transversal do estado de São Paulo, administrada pelo Departamento de Estradas de Rodagem do Estado de São Paulo (DER-SP).

## Denominações
Recebe as seguintes denominações em seu trajeto:
Nome:	Américo Piva, Doutor, Rodovia
- De - até:	Brotas - Torrinha
- Legislação: LEI 5.118 DE 19/05/86

## Descrição
Principais pontos de passagem: SP 225 (Brotas) - SP 304 (Torrinha)

## Características

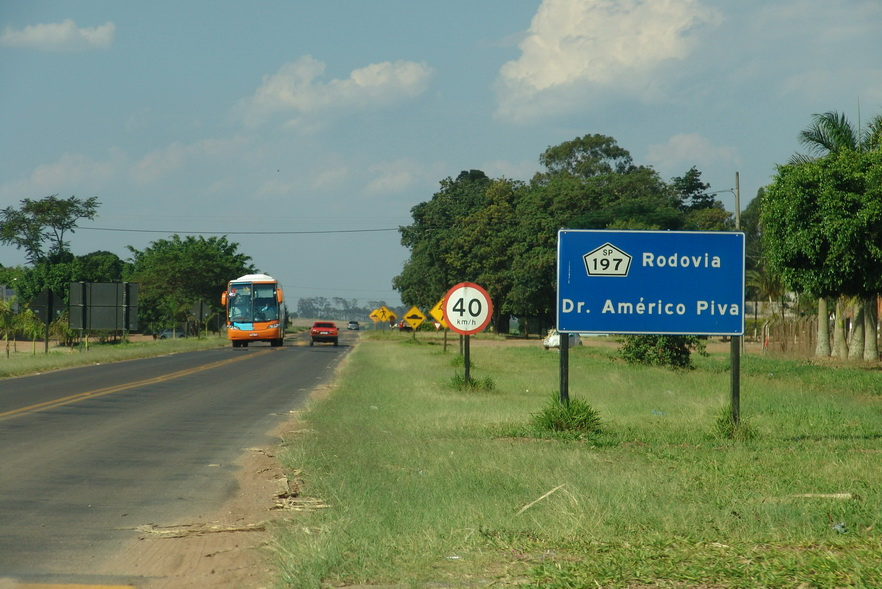
Trecho da SP-197.

### Extensão
- Km Inicial: 0,000
- Km Final: 20,020

### Localidades atendidas
- Brotas
- São Sebastião da Serra
- Torrinha